# L'eredità (film 1979)
L'eredità (Arven) è un film del 1979 diretto da Anja Breien.